# Notylia micrantha
Notylia micrantha är en orkidéart som beskrevs av John Lindley. Notylia micrantha ingår i släktet Notylia och familjen orkidéer.
Artens utbredningsområde är Guyana. Inga underarter finns listade i Catalogue of Life.